# Doktorzy honoris causa Politechniki Białostockiej
Doktorzy honoris causa Politechniki Białostockiej – lista doktorów honoris causa Politechniki Białostockkiej.
- 2008
  - Tadeusz Kaczorek – prof. zw. dr hab. inż., członek rzeczywisty PAN
- 2009
  - Henryk Józef Tunia – prof. zw. dr hab. inż. Politechniki Warszawskiej oraz Politechniki Świętokrzyskiej
- 2011
  - Andrzej Królikowski – prof. dr hab. inż.
- 2012
  - Zenon Mróz – prof. dr hab. inż., członek rzeczywisty PAN
- 2014
  - Jarosław Mikielewicz – prof. dr hab. inż., członek rzeczywisty PAN
  - Jerzy Klamka – prof. dr hab. inż., członek rzeczywisty PAN, członek Centralnej Komisji do Spraw Stopni i Tytułów (CK ds. SiT)
  - Eugeniusz Dembicki – prof. zw. dr hab. inż. Politechniki Gdańskiej (były Rektor tej uczelni)
- 2016
  - Krzysztof Jan Kurzydłowski – prof. dr hab. inż. Politechniki Warszawskiej, dyrektor Narodowego Centrum Badań i Rozwoju
- 2017
  - Marian Kaźmierkowski – prof. dr hab. inż. Politechniki Warszawskiej, członek (zagraniczny) Węgierskiej Akademii Nauk
- 2018
  - Janusz Kowal – prof. dr hab. inż. Akademii Górniczo-Hutniczej w Krakowie, członek Rady Doskonałości Naukowej
- 2020
  - Jozef Živčák(inne języki) – prof. dr. hab. inż. Uniwersytetu Technicznego w Koszycach dziekan Wydziału Mechanicznego[1]